# Porsche Museum
Pour les articles homonymes, voir Porche.
Le musée Porsche ou Porsche Museum est un musée de 2009, de l'histoire du constructeur automobile allemand Porsche et de ses fondateurs Ferdinand Porsche, Ferry Porsche, et Ferdinand Piëch (père, fils, et petit-fils). Situé sur le site industriel et siège social historique du constructeur, place Porsche (Porsche-Platz) dans le quartier nord Zuffenhausen de Stuttgart, à 8 km au nord-ouest du musée Daimler de Stuttgart, et 10 km au nord-ouest du musée Mercedes-Benz de Stuttgart,.

## Historique
Ce musée ultra design est inauguré le 28 janvier 2009. Il est réalisé par l'architecte autrichien Delugan Meissl, en forme monolithique polygonale aérienne, soutenue uniquement par trois colonnes en forme de V, de béton, d'acier, et de verre, de 140 m de longueur, 70 m de large, et 23 m de haut, avec une surface totale de 25 800 m², une salle d'exposition de 5 600 m², pour un coût annoncé de 100 millions d'euros.

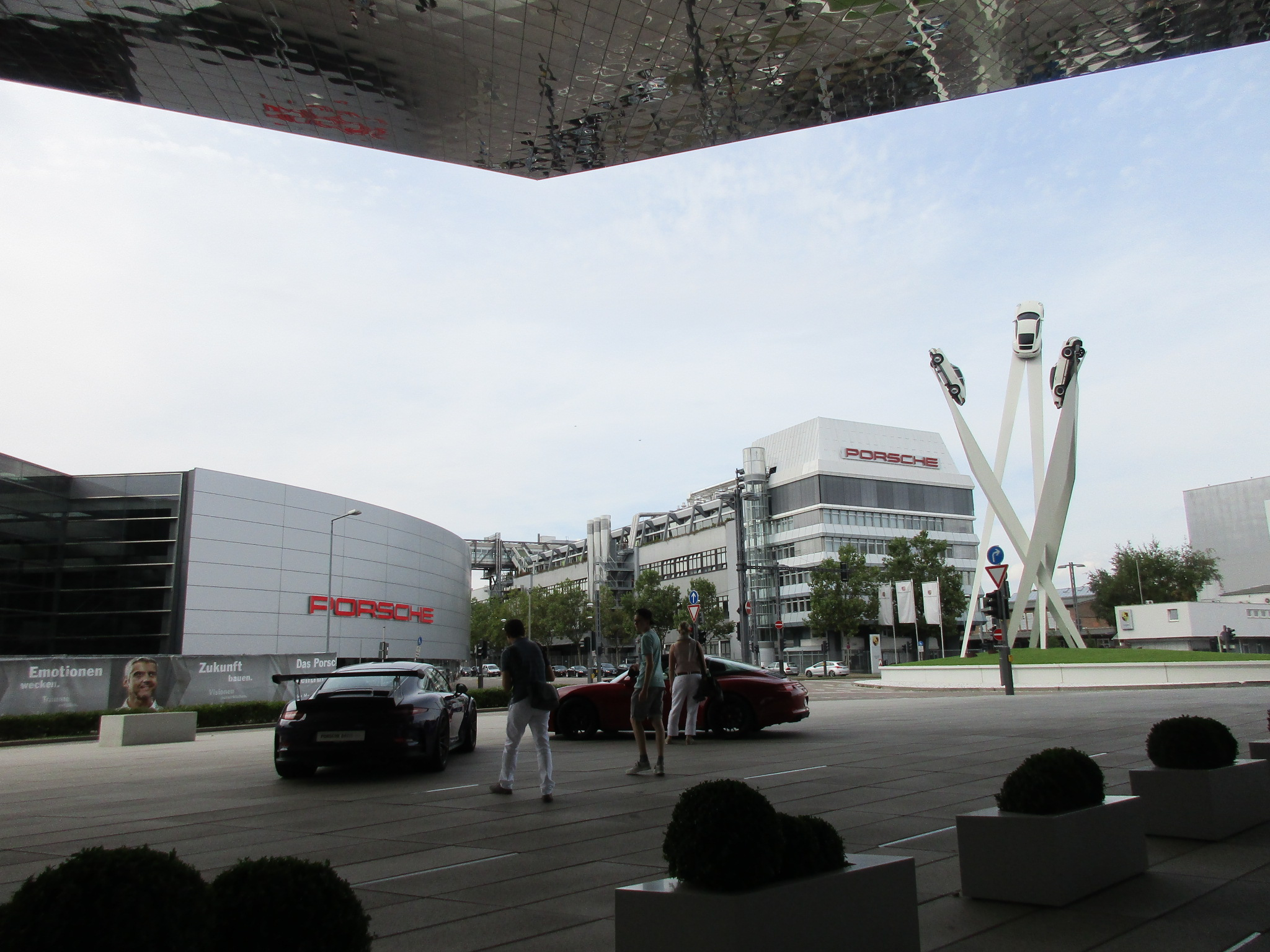
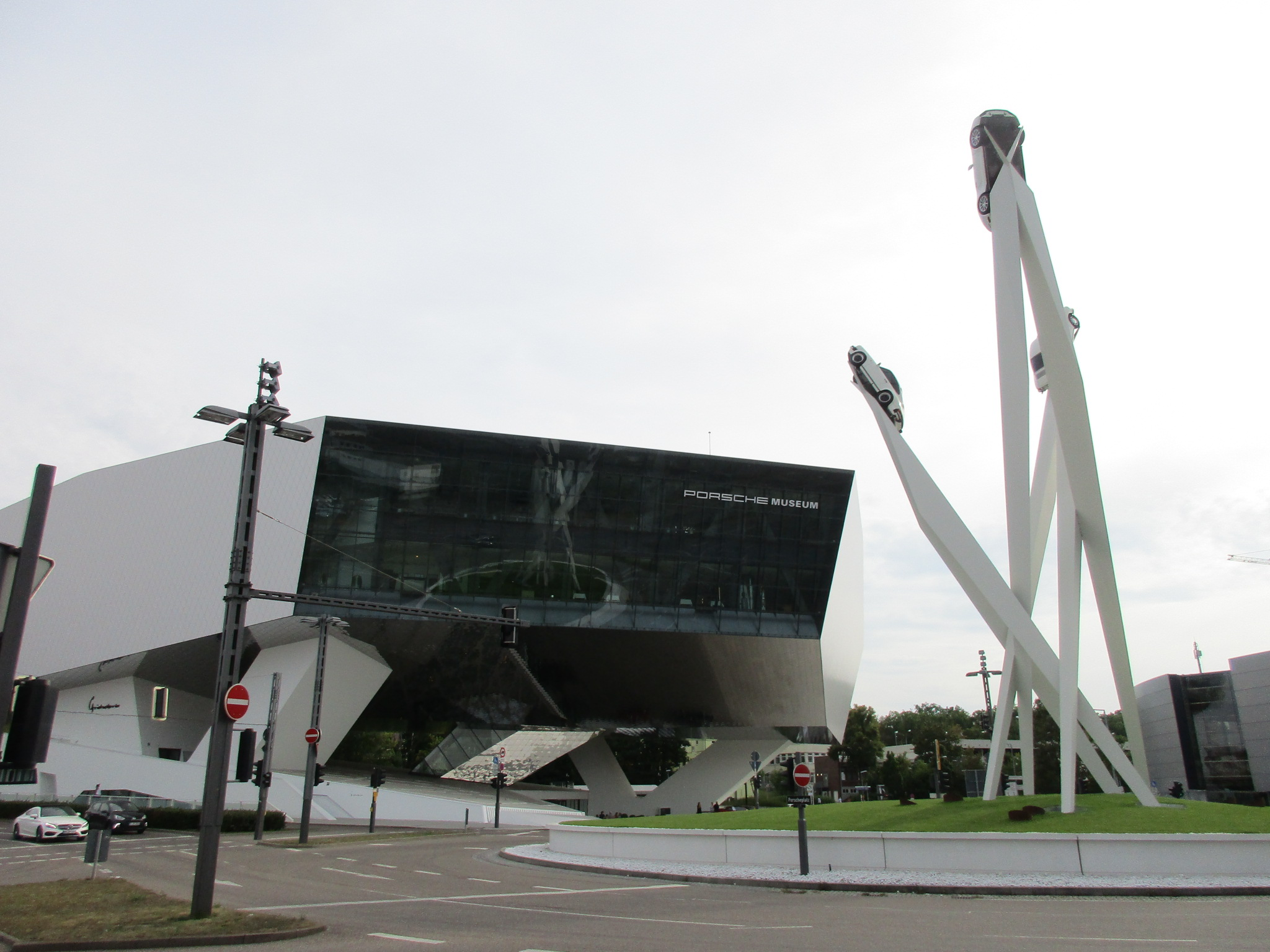

Il remplace un précédent musée voisin de 620 m² de 1976. Les espaces d'expositions intérieurs sont réalisés par l'architecture d'intérieur Hans Günter Merz (HG Merz GmbH).

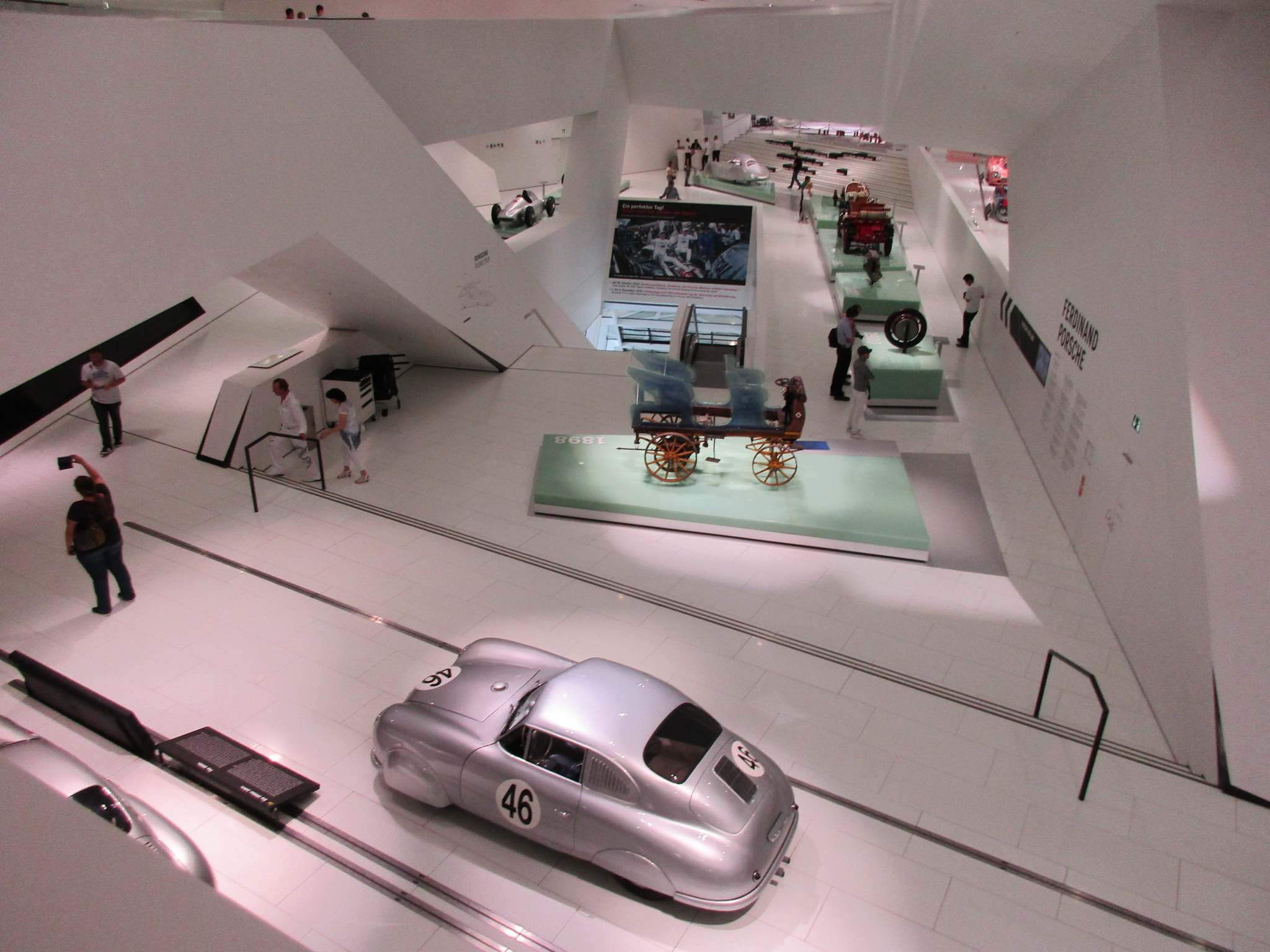
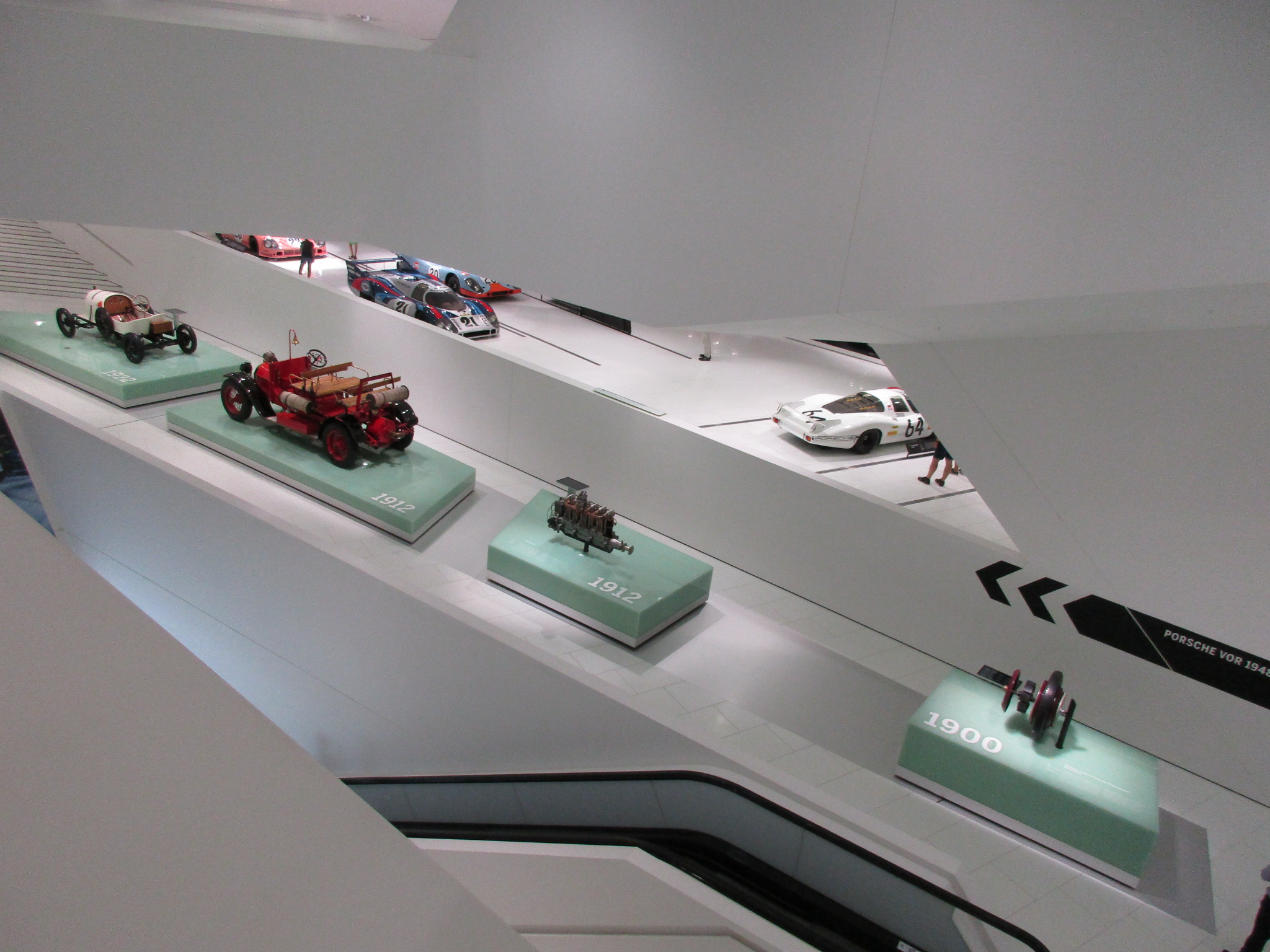
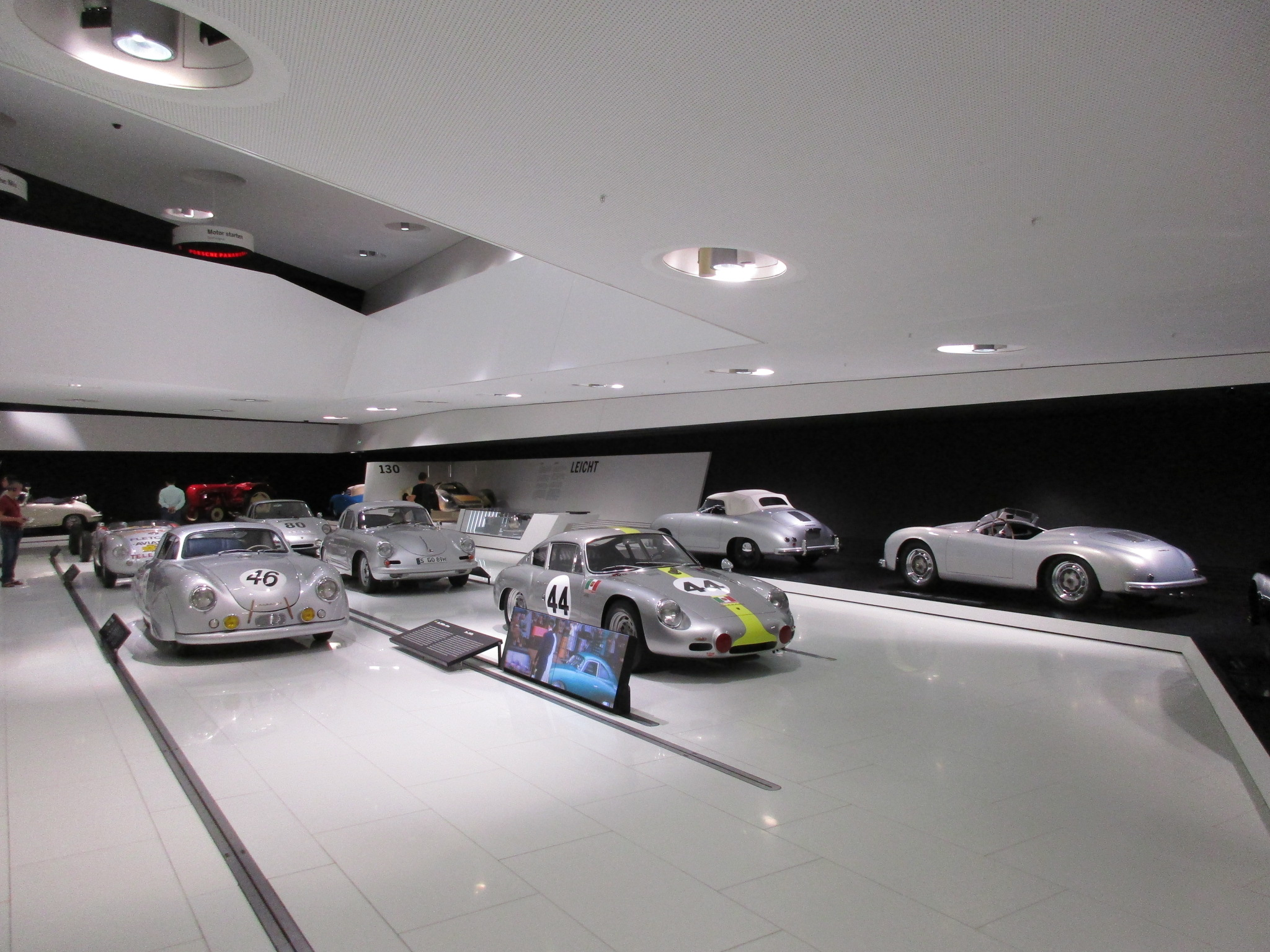
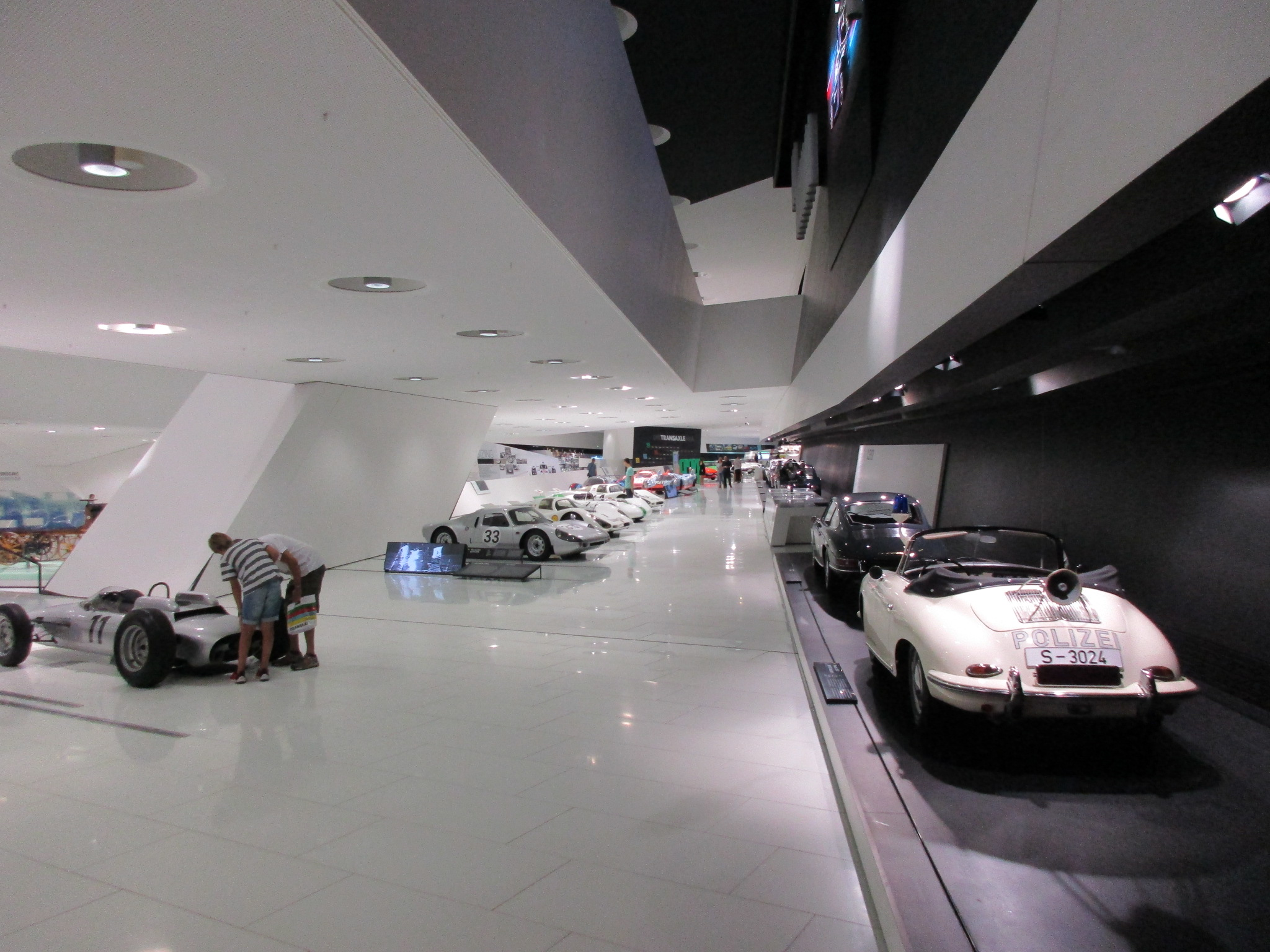

Le musée expose par ordre chronologique, environ 80 véhicules en rotation sur une collection de plus de 500 véhicules, qui ont marqué l'histoire de Porsche et de ses fondateurs Ferdinand Porsche (1875-1951), Ferry Porsche (1909-1998), et Ferdinand Piëch (1937), avec entre autres les premiers modèles historiques Egger-Lohner, Austro-Daimler Sascha 1922, Volkswagen Coccinelle 1938, Porsche Type 64 1939, Porsche 356 1948, Porsche 550 1956, Porsche 911 1964... jusqu'aux modèles les plus récents, modernes et avant-gardistes...

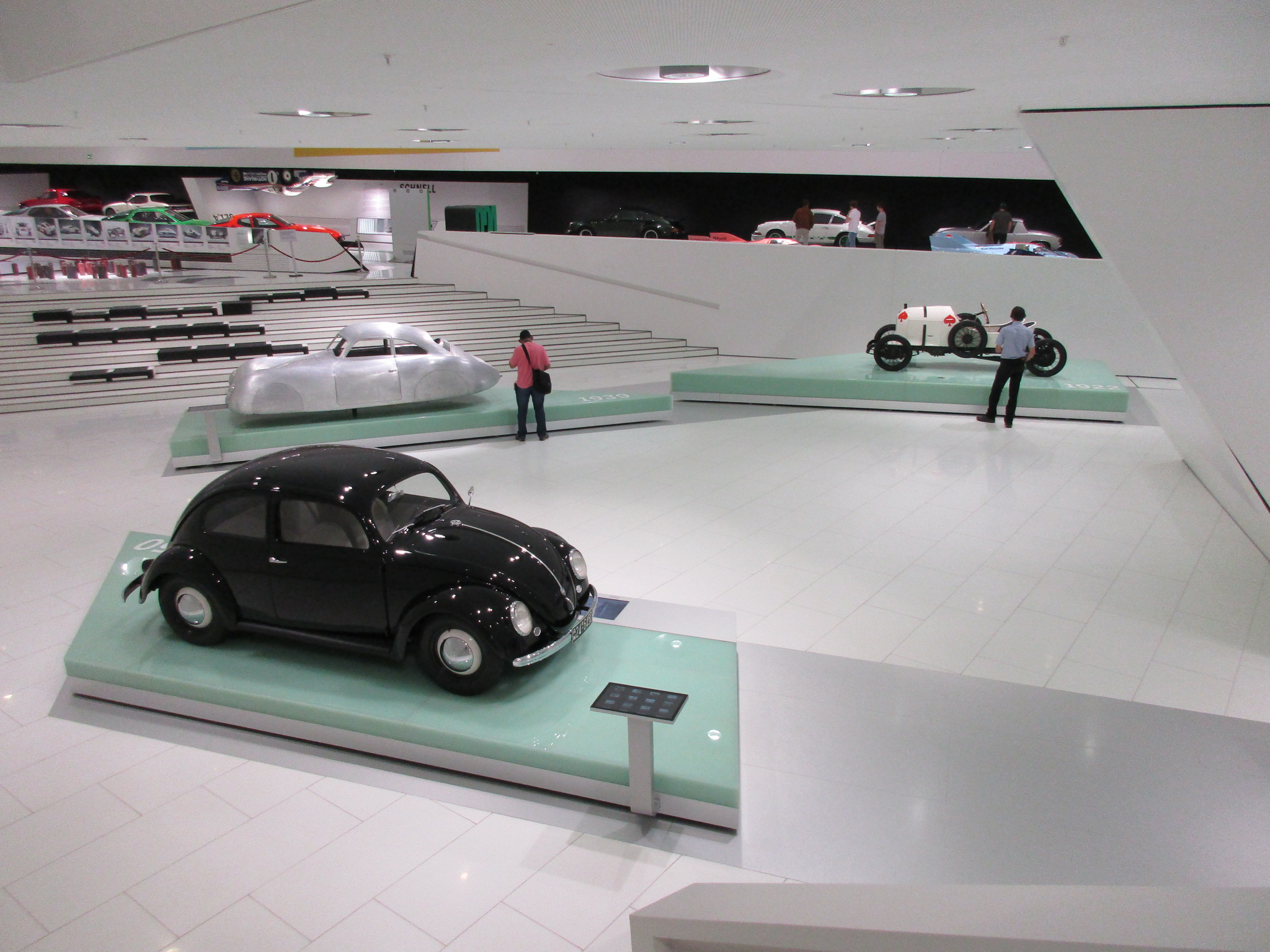
Porsche Type 64, Austro-Daimler Sascha, Volkswagen Coccinelle
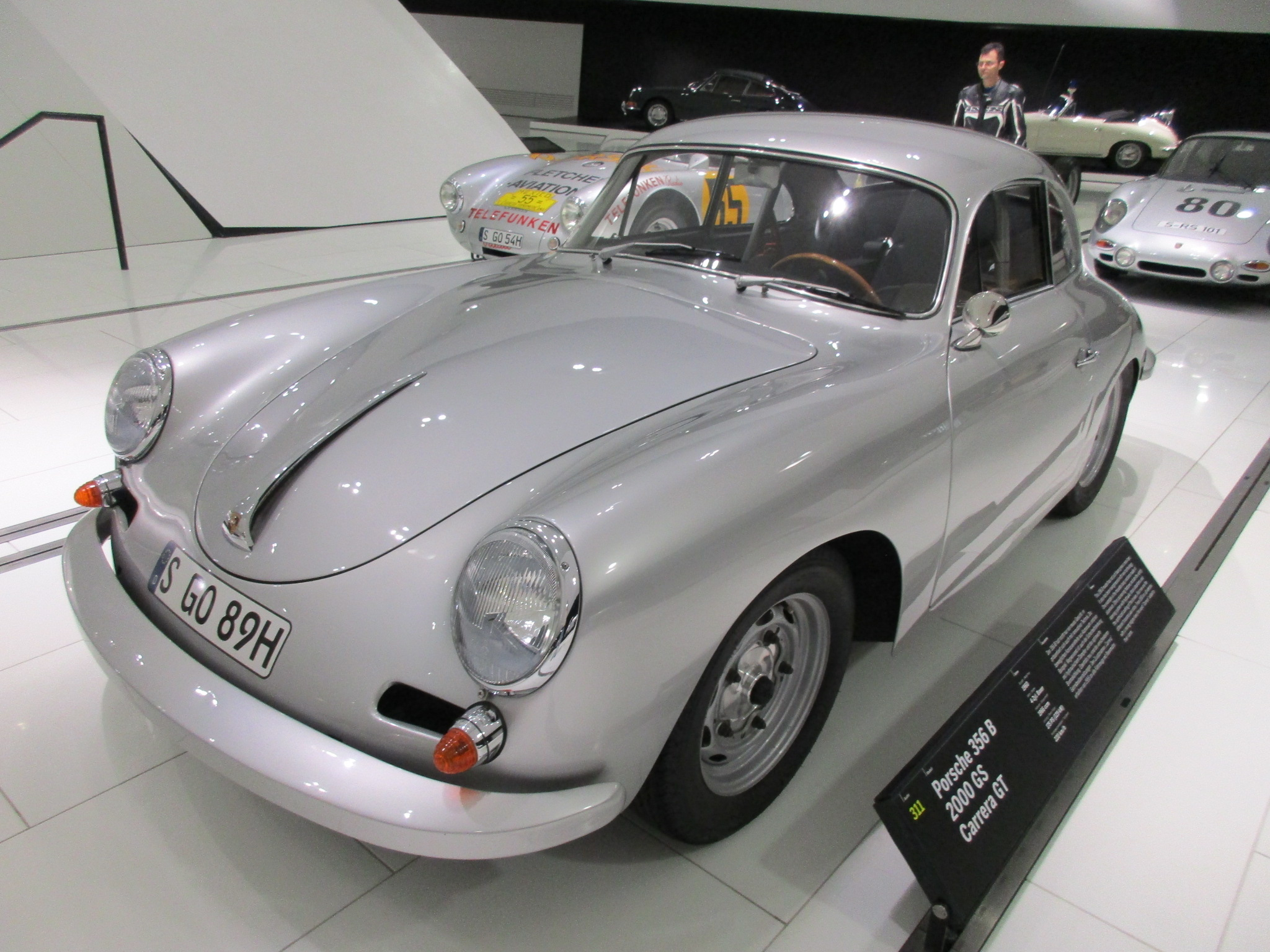
Porsche 356 B Coupé
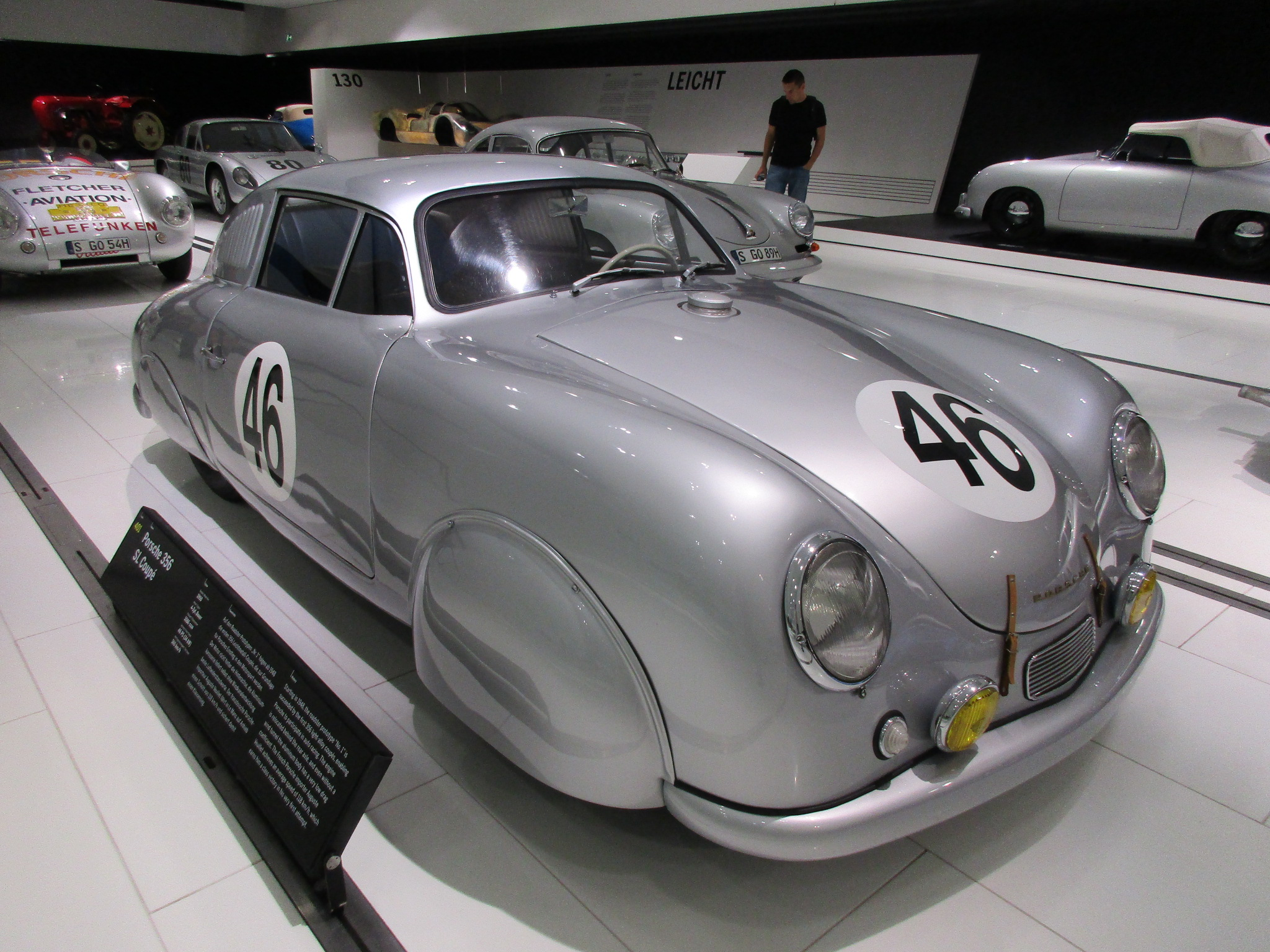
Porsche 356/4 SL Coupe 1951, n°46 24 Heures du Mans
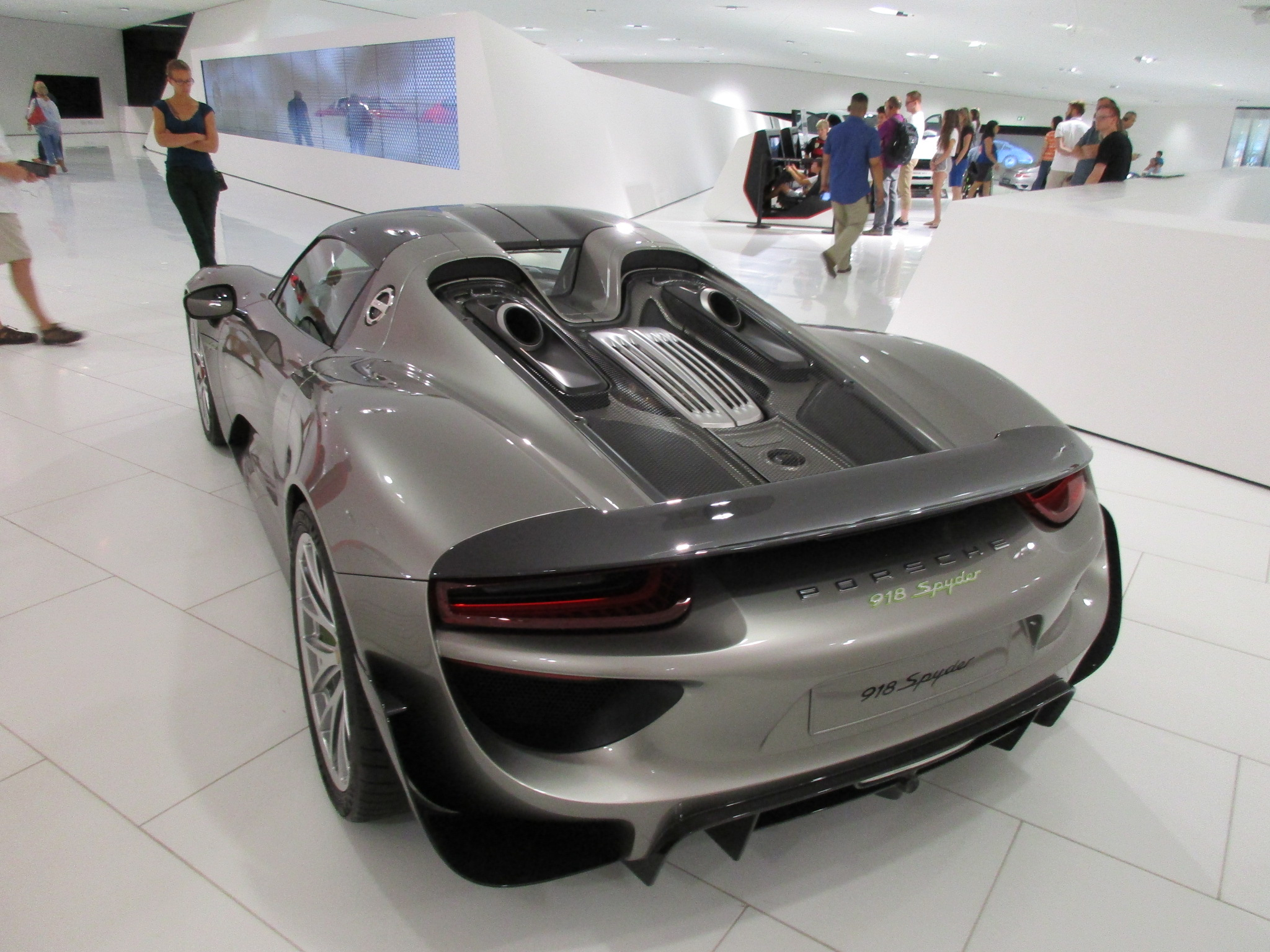
Porsche 918 Spyder

## Autre musée Porsche
- Porsche Automuseum Gmünd (sv), de Gmünd in Kärnten en Autriche